# Olencira praegustator
Olencira praegustator is een pissebed uit de familie Cymothoidae. De wetenschappelijke naam van de soort is voor het eerst geldig gepubliceerd in 1802 door Benjamin Henry Latrobe. De wetenschappelijke naam van de soort is voor het eerst geldig gepubliceerd in 1802 door Benjamin Henry Latrobe. Hij had in 1797 geobserveerd dat vissen van de soort Brevoortia tyrannus in hun mond een "insect" hadden van ongeveer vijf centimeter, dat hij Oniscus praegustator noemde.
De beschrijving van Latrobe, die een architect was van opleiding, was niet accuraat en onvolledig volgens moderne maatstaven, en de schets die hij maakte was ook niet accuraat. Jean-Paul Trilles publiceerde in 2007 een nieuwe, uitvoerige beschrijving en afbeelding van de soort.
O. praegustator komt voor aan de Atlantische kust van de zuidoostelijke Verenigde Staten. Ze parasiteert hoofdzakelijk Brevoortia tyrannus en andere Brevoortia-soorten.
Praegustator verwijst naar de Romeinse oudheid, waar de praegustatores de voorproevers waren van hun meesters (de tyranni). Deze naamgeving is echter enigszins misleidend want Olencira en Brevoortia hebben niet hetzelfde dieet. Waarschijnlijk voedt O. praegustator zich met bloed(plasma) en weefsel van zijn gastheer. Andere aspecten zoals de manier waarop de infectie gebeurt en de effecten van de parasiet op zijn gastheersoorten, zijn nog niet goed gekend.